# FC Twente
FC Twente je nizozemski nogometni klub iz grada Enschedea. U sezoni 2019./20. se natječe u Eredivisie, najvišem rangu nizozemskog nogometa
Klub je osnovan 1965., spajanjem klubova Sportclub Enschede i Enschedese Boysa. Do 2010. godine i naslova prvaka Eredivisie najveće uspjehe ostvario je 1974., kada je bio doprvak lige, te godinu kasnije, kad je poražen u finalu Kupa UEFA od Borussije Mönchengladbach. Uz to, Twente je tri puta osvajao nizozemski kup.
Svoje domaće utakmice klub igra na stadionu De Grolsch Veste, a prije početka svake utakmice navijači, kao i navijači engleskog Liverpoola, pjevaju pjesmu "You'll Never Walk Alone".

## Klupski uspjesi

### Domaći uspjesi
Nizozemska prvenstva:
- Prvak (2): 1925./26. (kao Sportclub Enschede), 2009./10.
- Drugi (4): 1973./74., 2007./08., 2008./09., 2010./11.

Nizozemski kup:
- Prvak (3): 1977., 2001., 2011.
- Finalist (4): 1975., 1979., 2004., 2009.

Nizozemski superkup:
- Prvak (2): 2010., 2011.
- Finalist (1): 2001.

### Europski uspjesi
Kup UEFA:
- Finalist (1): 1974./75.

Intertoto kup:
- Prvak (1): 2006.

## Treneri
- 1965. – 1966. :  Friedrich Donenfeld
- 1966. – 1972. :  Kees Rijvers
- 1972. – 1979. :  Spitz Kohn
- 1980. – 1981. :  Hennie Hollink
- 1981. – 1982. :  Rob Groener
- 1982. – 1983. :  Spitz Kohn
- 1983. – 1986. :  Fritz Korbach
- 1986. – 1992. :  Theo Vonk
- 1992. – 1994. :  Rob Baan
- 1994. – 1995. :  Issy ten Donkelaar
- 1996. – 1996. :  Fred Rutten
- 1996. – 1999. :  Hans Meyer
- 1999. – 2001. :  Fred Rutten
- 2001. – 2002. :  John van't Schip
- 2002. – 2004. :  René Vandereycken
- 2004. – 2006. :  Rini Coolen
- 2006. – 2006. :  Jan van Staa
- 2006. – 2008. :  Fred Rutten
- 2008. – 2011. :  Steve McClaren
- 2011. – 2011. :  Michel Preud'homme
- 2011. – 2012. :  Co Adriaanse
- 2012. – 2013. :  Steve McClaren
- 2013. – 2013. :  Alfred Schreuder
- 2013. – 2014. :  Michel Jansen
- 2014. – 2015. :  Alfred Schreuder
- 2015. – 2017. :  René Hake
- 2017. – 2018. :  Gertjan Verbeek
- 2018.- :  Marino Pušić (v.d.)

## Vanjske poveznice
- Službena stranica (nizoz.)